# 2022年8月彭州市河道山洪事件
2022年8月彭州市河道山洪事件是指2022年8月13日下午，因上游强降雨，四川省彭州市龙门山镇龙漕沟突发山洪，河道内未撤离人员被卷入山洪。该事件共造成7人死亡、8人轻伤。

## 背景
地质方面，发生山洪的龙槽沟属于山溪沟，是一条天然泄洪通道，同时也是当地地质灾害观测区，并非景区。河沟附近设有围栏和禁止进入河滩的告示，但围栏有多处遭到人为破坏。气象方面，事发地上游是无人区，因此并未设置气象站，属于监测盲区。此外，早在2021年，事发水域在小红书、抖音等社交平台上就存在了大量推荐帖文、视频等，对此，龙门山镇政府曾多次发文并在该水域旁立牌，提醒游客不要前往当地戏水、露营等。但仍有不少游客前来。

## 经过
8月13日14时35分，彭州市气象台发布短时天气预报：预计未来6小时彭州市龙门山、通济镇及其周边地区有阵雨或雷雨，并伴有短时强降水。14时37分，彭州市龙门山镇接到气象预报后，镇政府组织相关人员对辖区内河道沿线戏水游客进行劝离。15时30分，小鱼洞社区龙漕沟突发山洪，河道未撤离游客被卷入山洪。事故发生后，彭州市应急管理局、公安局、消防大队等部门随即赴现场开展搜救工作。
截至8月14日13时，本次事件共造成7人死亡、8人轻伤，搜救排查工作已接近尾声。

## 后续
8月13日晚，四川省防汛抗旱指挥部办公室印发《关于深刻汲取教训扎实做好局地短时强降雨防范应对工作的紧急通知》，要求各地紧急排查辖区内易发多发险情的涉水景区以及滩涂、峡谷等野外风景区域，组织多部门联合开展动态巡护，落实专人在重要点位盯守巡查，做好警示提示，极端天气情况下严禁任何户外探险、涉水活动，及时劝阻山间溪谷、浅滩水域内野游、露营等行为，坚决确保人员安全。同日，成都市文广旅局发出《成都市文化广电旅游局关于切实加强暑期汛期防灾减灾工作的紧急通知》，要求汲取教训。
8月15日，中国气象局印发《关于进一步做好旅游气象服务工作的通知》，要求加强突发性气象灾害的监测预警，加强突发性、短历时灾害性天气的临近预报，做到早发现、早提醒；针对性开展旅游气象服务，针对山岳型景区，强化雷电、暴雨引发的山洪、地质灾害风险预警；针对涉水景区，加强强对流大风、中小河流洪水和暴雨引发的山洪灾害风险预警。
据《中国企业家》报道，事发后抖音、小红书、高德地图、腾讯地图等平台已不再将龙漕沟标注为景区、下架了相关推荐视频、或在平台上增加了风险提示。
据《南方都市报》报道，一些亲历山洪的游客表示，自己是报名“游侠客”旅行社推出的一日游项目前往此地的。但旅行社在出发前并未对相关安全隐患进行提醒。8月15日，相关游客对该旅行社提出正式追责诉求。对此，旅行社回应称，当日所带的游客均已安全返程，并退还了全部报名费，旅行社对此事诚恳道歉，会满足遇险游客的合理诉求。

## 评论
人民网和大众日报等媒体于事后评论称，应该对推荐“野生网红打卡地”的网络平台进行整治，规范管理。

## 资料
1. ↑  . www.zaobao.com.sg.   [2022-08-16]. （原始内容存档于2022-08-26） （中文（简体））.
2. ↑  . www.news.cn.   [2022-08-16]. （原始内容存档于2022-08-16）.
3. ↑  . china.huanqiu.com.   [2022-08-16]. （原始内容存档于2022-08-27）.
4. ↑  . k.sina.cn.   [2022-08-16]. （原始内容存档于2022-08-16）.
5. ↑  . news.hnr.cn.   [2022-08-16]. （原始内容存档于2022-08-27）.
6. ↑  界面. . news.sina.com.cn. 2022-08-13  [2022-08-16]. （原始内容存档于2022-08-26）.
7. ↑  . china.zjol.com.cn.   [2022-08-16]. （原始内容存档于2022-08-15）.
8. ↑  . epaper.yzwb.net.   [2022-08-16].
9. ↑  . www.sohu.com.   [2022-08-16]. （原始内容存档于2022-08-16） （英语）.
10. ↑  . 四川省人民政府.   [2022-08-19]. （原始内容存档于2022-08-19）.
11. ↑  罗萌. . news.cctv.cn.   [2022-08-19].
12. ↑  . www.sc.chinanews.com.cn.   [2022-08-19]. （原始内容存档于2022-08-19）.
13. ↑  Am, 发布 / 2022年8月16日 10:14. . www.zaobao.com.sg.   [2022-08-27]. （原始内容存档于2022-08-27） （中文（简体））.
14. ↑  中国企业家. . finance.sina.com.cn. 2022-08-16  [2022-08-16]. （原始内容存档于2022-08-16）.
15. ↑  . www.chinanews.com.cn.   [2022-08-16]. （原始内容存档于2022-08-26）.
16. ↑  . export.shobserver.com.   [2022-08-17].
17. ↑  市场资讯. . finance.sina.com.cn. 2022-08-16  [2022-08-17]. （原始内容存档于2022-08-17）.
18. 1 2  . dzrb.dzng.com.   [2022-08-19]. （原始内容存档于2022-08-15）.